# Haus 33

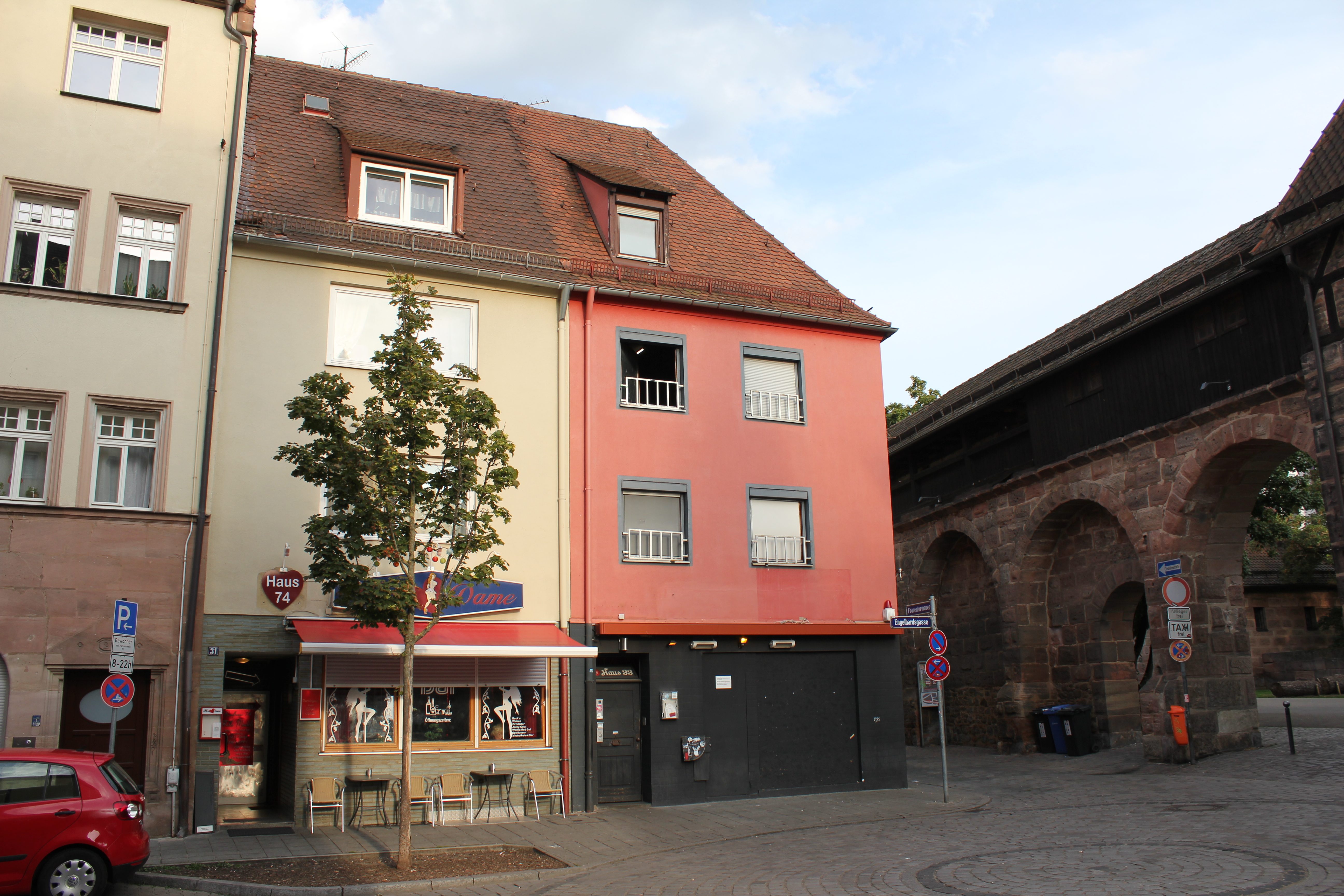
Das Haus 33 in St. Lorenz neben einem Stripclub

Das Haus 33 (vormals: Große Liebe) ist ein bekannter Techno-Club im zentral gelegenen Nürnberger Stadtteil St. Lorenz, der sich vorrangig an die Zielgruppe Gay and Friends richtet.

## Geschichte

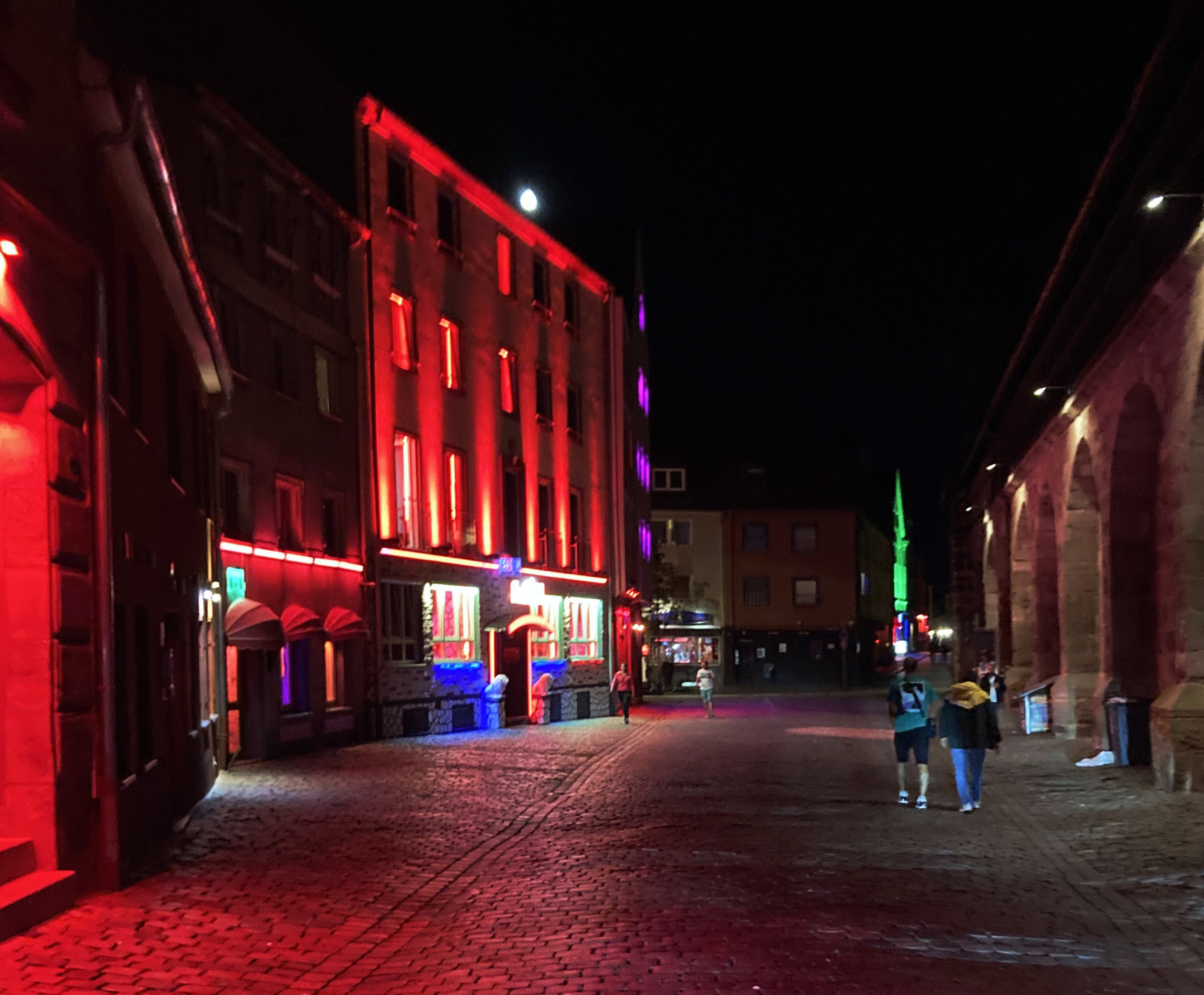
Das Haus 33 befindet sich im Nürnberger Rotlichtviertel, hier mittig am Ende der Frauentormauer

Der Club wurde am 1. November 2013 unter dem Namen Große Liebe als Veranstaltungsstätte für die queere Szene eröffnet und befindet sich im Nürnberger Rotlichtviertel an der Frauentormauer im südlichen Teil der Altstadt St. Lorenz. Zuvor befand sich ein Bordell und anschließend die Diskothek Stars & Stairs in den Räumlichkeiten der Engelhardsgasse 33. Im Oktober 2014 änderte der Club in Bezug auf die gängige Bezeichnung einiger Bordelle in der Nachbarschaft nach deren Hausnummern den Namen in Haus 33, die Zielgruppe Gays and Friends wurde beibehalten. Mit nationalen, wie internationalen Bookings aus den Genres Techno und House wurde eine überregionale Bekanntheit in der Szene erreicht, die auch den lokalen Künstlern eine Plattform bietet. Zu den DJs und Liveacts, die im Haus 33 auflegten, gehören unter anderem DJ Hell, Florian Meindl, Jake the Rapper, Oliver Schories, Pretty Pink, Robert Babicz, Sebastian Groth oder Tobias Lützenkirchen.

## Ausstattung
Das Haus 33 besetzt drei Stockwerke, in denen sich im Erdgeschoss der Mainfloor sowie im ersten Obergeschoss ein weiterer Tanzfloor und ein Raucherbalkon befinden. Das oberste Geschoss verfügt über eine Kaffeebar, eine Garderobe und Toilettenanlagen. Von den beiden Obergeschossen hat man einen Ausblick auf den zentralen Bereich des Nürnberger Rotlichtviertels an der Stadtmauer. Die Innenausstattung ist vorwiegend in schwarz gehalten, an den Decken der Tanzbereiche befinden sich viele kleine Glühbirnen, mit denen man Wolkengebilde oder Strobo-Licht erzeugen kann. An den Treppenaufgängen befinden sich jeweils durchgehende Schriftbänder mit den Namen prominenter Homosexueller.

## Besondere Veranstaltungsformate

### Techno-Train
Im Sommer 2019 veranstalteten die Besitzer des Clubs einen sogenannten Techno Train, bei dem auf einer etwa siebenstündigen Zugfahrt durch Bayern in elf Waggons rund 600 Menschen mit Verpflegung vor Ort zu elektronischer Musik von Sebastian Groth, Klanglos und 23 weiteren DJs feiern konnten. Die Veranstaltung erreichte nationale wie internationale Resonanz, sodass eine Ausweitung des Angebots seitens der Veranstalter nicht ausgeschlossen wurde. Für Ende Mai 2020 war eine Wiederholung des Events geplant. Dessen Durchführung wurde wegen der COVID-19-Pandemie jedoch abgesagt. Auch eine Wiederholung 2021 musste auf Grund der mit der Pandemie verbundenen Einschränkungen erneut ausfallen, konnte jedoch dann im Oktober 2022 nachgeholt werden. Bereits im März 2023 fand der Techno-Train ein drittes Mal statt, während für den Oktober 2023 bereits eine vierte Veranstaltung angekündigt wurde. Alle Veranstaltungen waren bisher innerhalb kurzer Zeit vollständig ausverkauft.

### Techno-Church
Des Weiteren wurden in der Osternacht 2020 in Kooperation mit dem Club Die Rakete unter dem Motto Church goes Clubbing: Dance into Life Liveauftritte aus der Euchariuskapelle der Nürnberger Egidienkirche gestreamt. Es stellt das erste Streaming einer Technoveranstaltung aus einer Kirche dar. Mittels eines virtuellen Klingelbeutels wolle sich die Gemeinde laut Aussagen des Pfarrers solidarisch mit der Kulturszene zeigen. Das Event fand als Ersatz für eine ursprünglich am 21. März 2020 geplante öffentliche Techno-Party unter dem Namen Techno-Church in der Lux-Jugendkirche statt, die jedoch auf Grund der COVID-19-Pandemie abgesagt werden musste.

## Sonstiges
Im April 2020 war das Haus 33 zusammen mit dem ebenfalls in Nürnberg ansässigen Club Die Rakete sowie den Münchner Clubs Harry Klein, Pacha und neuraum Teil der United-We-Stream-Reihe, bei der während der COVID-19-Pandemie DJ- und Konzertauftritte täglich weltweit live gestreamt wurden.
Beim Jahrespoll 2021 des FAZEmag in der Kategorie der besten Clubs Deutschlands belegte das Haus 33 den 15. Platz.